# 田锦章
田錦章（？—？）字枘廷、黼廷，直隶灤縣人。中华民国军事将领。

## 生平
民国11年（1922年）10月，马联甲获江苏督军齐燮元帮助，由旅长升为督理安徽军务善后事宜，齐燮元乃推荐田錦章为皖军参谋长，马联甲招募一个补充旅，任命田锦章为旅长。1924年1月12日，田锦章获将军府成威将军。民国13年（1924年）6月，该补充旅改为中央陆军第二十九混成旅。
吳佩孚組討賊聯軍總司令部時，田錦章任軍務參贊兼髙等顧問。

## 家庭
- 长子：田金枢
- 次子：田金桓
- 大哥：田献章
  - 侄（田献章子）：田金良（长）、田金相（次）
- 三弟：田建章
  - 侄（田建章子）：田金刚（长）、田金铭（次）
- 堂兄弟：田绣章、田祖萌